# Ranking Mundial Oficial de Golfe
O Ranking Mundial Oficial de Golfe é um tipo de sistema para classificar o nível de desempenho dos golfistas profissionais do sexo masculino (embora não haja nenhuma regra que impeça mulheres de serem classificadas). Foi criado em 1986 e é visado pelos quatro principais campeonatos e seis principais circuitos profissionais, cinco dos quais são membros fundadores da Federação Internacional dos Circuitos PGA:
- Circuito PGA
- Circuito Europeu
- Circuito Asiático (não é membro fundador da Federação)
- PGA Tour of Australasia
- Japan Golf Tour
- Sunshine Tour

Os pontos são concedidos baseados na posição final alcançada em torneios oficiais do circuito.
- Web.com Tour, circuito oficial destinado ao Circuito PGA
- Challenge Tour, circuito oficial destinado ao Circuito Europeu
- PGA Tour Canada, que passou a ser membro efetivo da Federação em 2009 sob o seu antigo nome do Circuito de Golfe Profissional Canadense
- OneAsia Tour, não faz parte da Federação, porém, uma joint venture entre dois membros fundadores e dois outros circuitos que se tornaram membros efetivos em 2009
- Korean Tour, desde 2011
- PGA Tour Latinoamérica, desde 2012
- Asian Development Tour, circuito oficial destinado ao Circuito Asiático, desde 2013[4]
- PGA Tour China, desde 2014[5]
- Alps Tour, desde julho de 2015[6]
- Nordic Golf League, desde julho de 2015[6]
- PGA EuroPro Tour, desde julho de 2015[6]
- ProGolf Tour, desde julho de 2015[6]
- MENA Golf Tour, desde abril de 2016[7]

Desde 3 de julho de 2016, onze golfistas atingiram o número dois do mundo no ranking oficial, mas desses onze nunca conseguiram chegar ao número um do ranking. Estes são (em ordem cronológica de quando estavam na segunda posição mundial): Sandy Lyle (1988), José María Olazábal (1991), Colin Montgomerie (1996), Mark O'Meara (1998), Phil Mickelson (2001), Jim Furyk (2006), Sergio García (2008), Steve Stricker (2010), Henrik Stenson (2014), Bubba Watson (2015) e Dustin Johnson (2016).